# SATENA

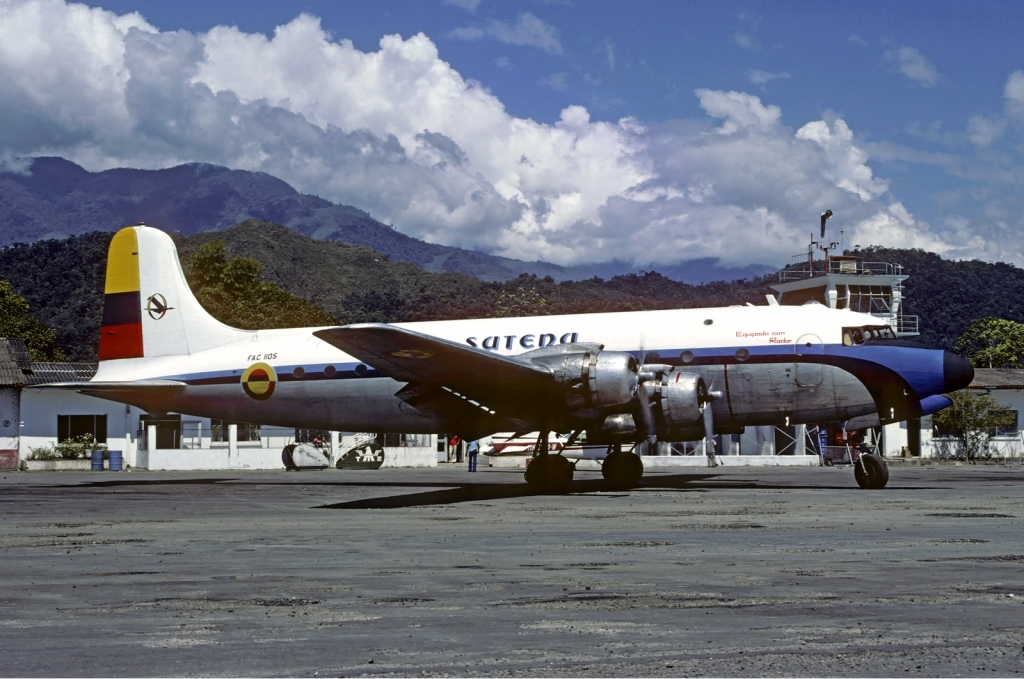
Eine Douglas C-54 der Satena

SATENA (Akronym für Servicio Aéreo a Territorios Nacionales) ist eine staatliche kolumbianische Regionalfluggesellschaft mit Sitz in Bogotá und Basen auf den Flughäfen Bogotá El Dorado und dem Stadt-Flughafen Olaya Herrera in Medellín.

## Geschichte
Satena wurde 1962 per Gesetz ins Leben gerufen mit dem Ziel, auch die weit auseinanderliegenden und gering entwickelten Orte und Regionen zu fördern und an die Wirtschaftszentren Kolumbiens anzubinden. Mit der Durchführung wurde die kolumbianische Luftwaffe beauftragt; so konnten die vorhandenen Transportkapazitäten der Luftwaffe besser ausgelastet und teilfinanziert werden.
Als Erstes wurde mit Militärmaschinen der Typen Douglas DC-3/C-47 und Douglas DC-4/C-54 Verbindungen von Bogotá nach Leticia, über Tarapacá weiter nach El Encanto bis Puerto Legufzamo aufgenommen. Danach folgten Strecken nach Cali, Neiva und Villavicencio. Die eingesetzten Militärmaschinen wurden nicht zum Ziviltransport umgerüstet, die Sitzplätze bestanden aus längs angeordneten Segeltuchbänken.
Im Jahr 1965 bestand die Flotte aus zwei de Havilland DHC-2 Beaver, fünf Douglas DC-3, zwei DC-4 und zwei Consolidated PBY-5A Catalina. Einige Maschinen waren Geschenke der USA. Im Jahr 1968 wurde Satena eine Gesellschaft öffentlichen Rechts, 1971 eine staatliche Fluggesellschaft. Das Streckennetz wurde auf 63 Flugziele ausgeweitet.
Auf Grund der schlechten Ausrüstung der Flugplätze und Infrastruktur ereigneten sich immer wieder schwere Unfälle. Die Piloten navigierten mit Kreuzpeilung und in Pistennähe nach Sicht.
Im Jahr 1995 erhielt die Gesellschaft ein neues Management. Pünktlichkeit, Service und Flugsicherheit wurden stark verbessert. Die Flotte wurde zwischenzeitlich komplett erneuert, es wurden Zivilpiloten eingestellt und die Maschinen erhielten zivile Kennzeichen. Zur Jahrtausendwende umfasste das Streckennetz 112 Ziele.

## Flugziele

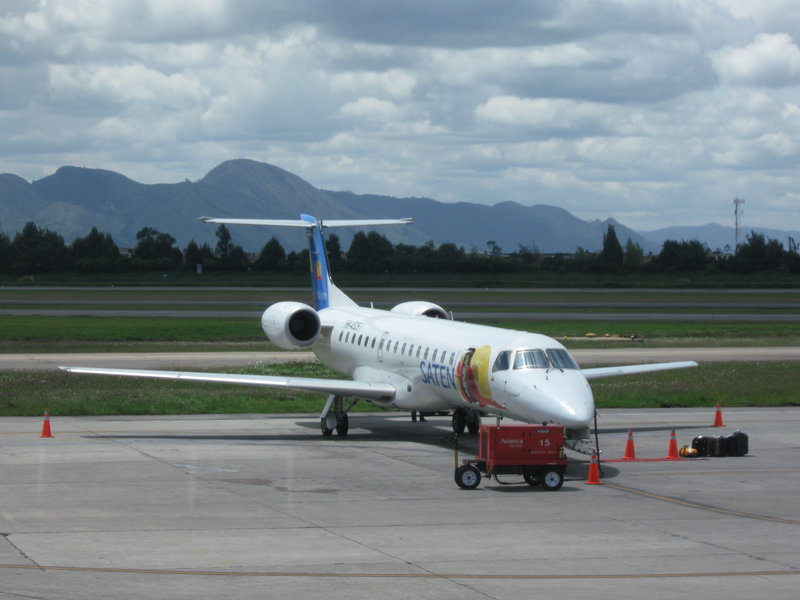
Eine Embraer ERJ 145 der Satena

Satena benutzt allein den stadtnahen Flugplatz für ihre Flüge ab Medellín. Obwohl dieser auf 50-Sitzer beschränkt ist, setzt Satena auch die mit 72 Sitzen ausgestattete ATR 72-600 ein. Vorwiegend von Bogotá, Medellín und Cali aus bedient die Fluglinie zahlreiche Ziele innerhalb Kolumbiens, darunter Buenaventura, Arauca, La Macarena, Nuquí, Quibdó und Villavicencio.

## Flotte

### Aktuelle Flotte
Mit Stand April 2025 besteht die Flotte der Satena aus 15 Flugzeugen mit einem Durchschnittsalter von 14,4 Jahren:
| Flugzeugtyp                              | Anzahl | bestellt | Anmerkungen | Sitzplätze | Durchschnittsalter |
| ---------------------------------------- | ------ | -------- | ----------- | ---------- | ------------------ |
| ATR 42-500                               | 04     |          |             | 48         | 16,1 Jahre         |
| ATR 42-600                               | 05     |          |             | 48         | 16,1 Jahre         |
| ATR 72-600                               | 02     |          |             | 48         | 13,3 Jahre         |
| De Havilland Canada DHC-6-400 Twin Otter | 02     |          |             | 19         | 01,1 Jahre         |
| Embraer ERJ-145                          | 02     |          |             | 50         | 21,3 Jahre         |
| Gesamt                                   | 15     | -        |             |            | 14,4 Jahre         |

### Ehemalige Flugzeugtypen
Vorher betrieb SATENA unter anderem auch folgende Flugzeugtypen:
- ATR 72-500
- Avro 748
- Boeing 727
- CASA C-212
- CASA CN-235
- Cessna 208 Caravan
- Dornier 328
- Douglas DC-3
- Douglas DC-4
- Douglas DC-9
- Embraer 170
- Fokker F28 Fellowship
- Pilatus PC-6

## Zwischenfälle
Von 1962 bis November 2022 ereigneten sich bei SATENA mindestens 27 Totalverluste von Flugzeugen. Bei 14 davon kamen 274 Menschen ums Leben. Auszüge:
- Am 20. April 1964 stürzte eine Douglas DC-3/C-47 der SATENA (Luftfahrzeugkennzeichen FAC-685) beim Start von der Larandia Farm, Chaquéta (Kolumbien) ab. Die Ladung bestand aus 21 Kälbern. Alle vier Insassen auf dem Frachtflug, drei Besatzungsmitglieder und ein Passagier, kamen ums Leben.[6]

- Am 15. September 1964 geriet eine Douglas DC-3/C-47 der SATENA (FAC-667) beim Start vom Flughafen von Puerto Rico (Caquetá) (Kolumbien) von der Startbahn ab und raste in eine Koppel. Das Flugzeug wurde irreparabel beschädigt. Alle 25 Insassen überlebten den Unfall.[7]

- Am 9. Januar 1966 wurde eine Douglas DC-3/C-47 der SATENA (FAC-675) nahe Chipaque in einen Berg geflogen, 8 Minuten vor der Landung auf dem Flughafen Bogota-Eldorado (Kolumbien). Für die Piloten war es schon der zehnte Flug an diesem Tag. Bei diesem CFIT (Controlled flight into terrain) wurden alle 11 Insassen getötet, zwei Besatzungsmitglieder und 9 Passagiere.[8]

- Am 8. September 1969 geriet eine Douglas DC-3/C-47 der SATENA (FAC-685-A) in ein Gebiet heftiger Gewitter und stürzte bei Caño La Raya (Kolumbien) in bewaldetes Hügelgelände. Alle 35 Insassen, drei Besatzungsmitglieder und 32 Passagiere, kamen ums Leben.[9]

- Am 21. Januar 1972 wurde eine Douglas DC-3/C-47 der SATENA (FAC-661) in einer Höhe von 3800 Metern gegen den Berg Cerro de San Nicolás. Der Unfall ereignete sich nahe Betania (Kolumbien). Bei diesem CFIT (Controlled flight into terrain) wurden alle 39 Insassen getötet, drei Besatzungsmitglieder und 36 Passagiere.[10]

- Am 9. Januar 1974 wurde eine Hawker Siddeley HS 748-260 der SATENA (FAC-1103) nach dem Start vom Flughafen Florencia (Kolumbien) 34 Kilometer nordnordwestlich von Florencia in den Berg Gabinete geflogen. Bei diesem CFIT (Controlled flight into terrain) wurden alle 32 Insassen getötet, drei Besatzungsmitglieder und 29 Passagiere.[11]

- Am 8. Januar 1975 stürzte eine Douglas DC-3/C-47 der SATENA (FAC-688) bei El Doncello (Kolumbien) in einen Hügel, 32 Kilometer ostnordöstlich vom Zielflughafen Florencia entfernt. Alle 23 Insassen, vier Besatzungsmitglieder und 19 Passagiere, kamen ums Leben.[12]

- Am 3. Mai 1975 flog eine Douglas DC-3/C-47 der SATENA (FAC-663) 8 Minuten vor der Ankunft am Flughafen Cúcuta (Kolumbien) in hügeliges Gelände. Die Maschine befand sich auf dem Eröffnungsflug der neuen Linie von Ocaña nach Cucuta. Alle 4 Besatzungsmitglieder wurden getötet, die drei Passagiere überlebten den Totalschaden.[13]

- Am 2. April 1976 stürzte eine Douglas DC-3/C-47 der SATENA (FAC-676) im Anflug auf den Flughafen von Puerto Asís (Kolumbien) in einen See. Von den 16 Insassen kamen 5 ums Leben, ein Besatzungsmitglied und 4 Passagiere.[14]

- Am 22. August 1979 wurde eine Hawker Siddeley HS 748-260 der SATENA (FAC-1101) vom Flughafen Bogotá (Kolumbien) gestohlen. Ein 23 Jahre alter Mann, der schon nach 2 Jahren als Mechaniker wieder entlassen worden war, startete mit dem gestohlenen Flugzeug und stürzte damit in einem Vorort von Bogota ab. Außer sich selbst tötete er damit drei Einwohner.[15]

- Am 18. Dezember 1979 flog eine Douglas DC-4/C-54D-10-DC der SATENA (FAC-1106) auf dem Flug von Arauca nach Cúcuta in einer Höhe von 3400 Metern in den Cerro Toledo (Kolumbien). Alle 21 Insassen, 5 Besatzungsmitglieder und 16 Passagiere, wurden getötet.[16]

- Am 3. August 1981 kam es mit einer Douglas DC-3/C-53 der SATENA (FAC-1128) während eines Testfluges zu einem Triebwerksausfall. Daher wurde auf landwirtschaftlichem Gelände nahe dem Startflughafen Cali-Palmaseca (Kolumbien) eine Notlandung durchgeführt. Alle vier Besatzungsmitglieder, die einzigen Insassen, überlebten den Unfall. Das Flugzeug wurde irreparabel beschädigt.[17]

- Am 4. Mai 1983 wurde mit einer Douglas DC-3/C-47B-40-DK der SATENA (FAC-1126) nahe dem Flughafen Cali (Kolumbien) eine Notlandung durchgeführt, nachdem kurz nach dem Start ein Triebwerk ausgefallen war. Das Flugzeug wurde irreparabel beschädigt. Alle 22 Insassen, vier Besatzungsmitglieder und 18 Passagiere, überlebten den Unfall.[18]

- Am 7. August 1983 setzte eine Hawker Siddeley HS 748-260 der SATENA (FAC-1104) bei der Landung auf dem Flughafen Pasto-Cano (Kolumbien) spät auf und kam bei Aquaplaning von der Landebahn ab. Das Flugzeug wurde irreparabel beschädigt. Alle 21 Insassen, fünf Besatzungsmitglieder und 16 Passagiere, überlebten den Unfall.[19]

- Am 28. März 1985 befand sich eine Fokker F28-3000 der SATENA (FAC-1140) auf einem Regionalflug, der vom Flughafen San Vicente del Caguán mit mehreren Zwischenstopps zum Flughafen Florencia führen sollte. Wegen dichten Nebels und schlechter Sicht wurde der Zielflughafen vor Ankunft der Maschine aus Sicherheitsgründen gesperrt. Dessen ungeachtet versuchte die Besatzung, einen Anflug durchzuführen. Die Maschine wurde 15 Kilometer vor dem Flughafen im Nebel in die Seite eines Bergs geflogen. Alle 40 Passagiere und die 6 Besatzungsmitglieder kamen ums Leben (siehe auch Flugunfall einer Fokker F28 der SATENA).[20]